# Марки-Заи, Петер
Пе́тер Ма́рки-За́и (иногда — Петер Марки-Зай; венг. Márki-Zay Péter; 9 мая 1972, Ходмезёвашархей) — венгерский политик, мэр Ходмезёвашархея, лидер общественного движения «Венгрия для каждого». 18 октября 2021 года избран кандидатом в премьер-министры от оппозиционного блока на предстоящих парламентских выборах 2022 года, но проиграл на них действующему премьеру страны Виктору Орбану.

## Биография
Петер Марки-Заи родился в городе Ходмезёвашархей. Окончил гимназию в родном городе, колледж коммерции и гостеприимства в Будапеште, университет Корвина, технический колледж Будапешта и Католический университет Петера Пазманя, в 2006 году получил степень доктора философии. В 2004—2009 годах жил и работал в Канаде и США, затем вернулся в Венгрию. В 2018 году был избран мэром Ходмезёвашархея при поддержке оппозиционных Венгерской социалистической партии, партий «Политика может быть другой», «Йоббик», «Моментум» и «Демократической коалиции». Успех Марки-Заи стал неожиданным, поскольку партия «Фидес» неизменно побеждала на выборах мэра в городе с 1990 года. Марки-Заи возглавляет общественное движение «Венгрия для каждого» (венг. Mindenki Magyarországa Mozgalom — MMM).
В сентябре-октябре 2021 года Марки-Заи участвовал в открытых выборах (праймериз) кандидата в премьер-министры от объединённой оппозиции для участия в предстоящих парламентских выборах 2022 года. В первом туре Марки-Заи занял третье место с 20,4 % голосов, уступив представителю левоцентристких сил Кларе Добрев (34,84 %) и мэру Будапешта Гергею Карачоню (27,3 %). После первого тура Карачонь снял свою кандидатуру, призвав поддержать Марки-Заи. Самоотвод Карачоня связывается с общей непопулярностью политиков из Будапешта в венгерской глубинке, а поддержка Марки-Заи — с неидеальной репутацией Клары Добрев. 10-16 октября прошёл второй тур выборов, в котором победил Марки-Заи (56,7 %).
Марки-Заи выступает за нормализацию отношений с Европейским союзом, поддерживает переход Венгрии на евро, в целом придерживается умеренно-консервативных взглядов. Во время праймериз обещал бороться с законами, принятыми по инициативе Виктора Орбана, и с коррупцией, привлёк на свою сторону молодёжь. По собственному утверждению, на выборах 2010 года он голосовал за «Фидес», но разочаровался в этой партии.

## Личная жизнь
Петер Марки-Заи женат, у него семеро детей. Марки-Заи позиционирует себя как набожного католика.